# Peugeot Bipper
O Bipper é uma van utilitária de porte médio da Peugeot.

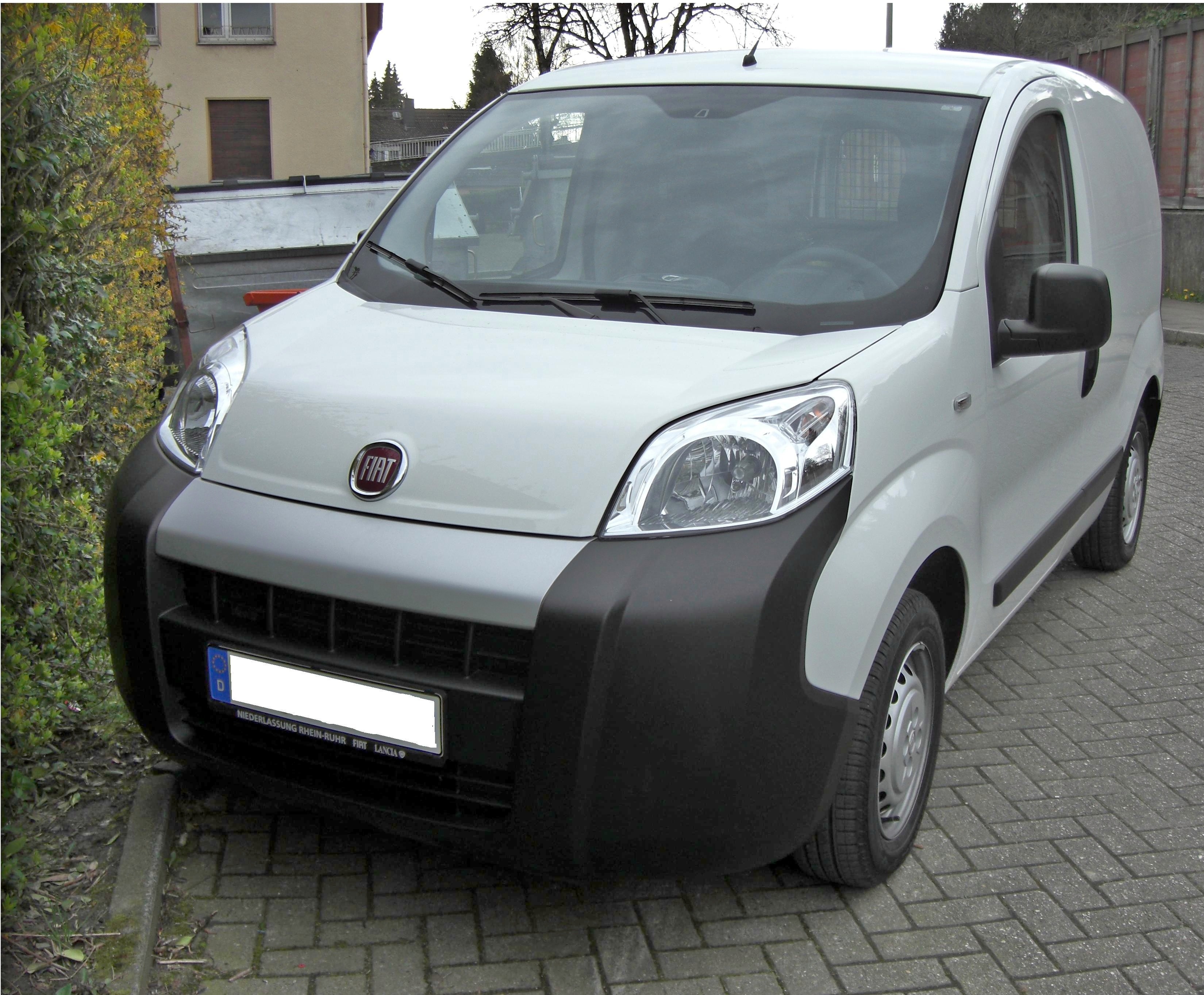
Fiat Fiorino

O veículo divide a arquitetura com o Fiat Fiorino da terceira geração européia, e com o Citroën Nemo.

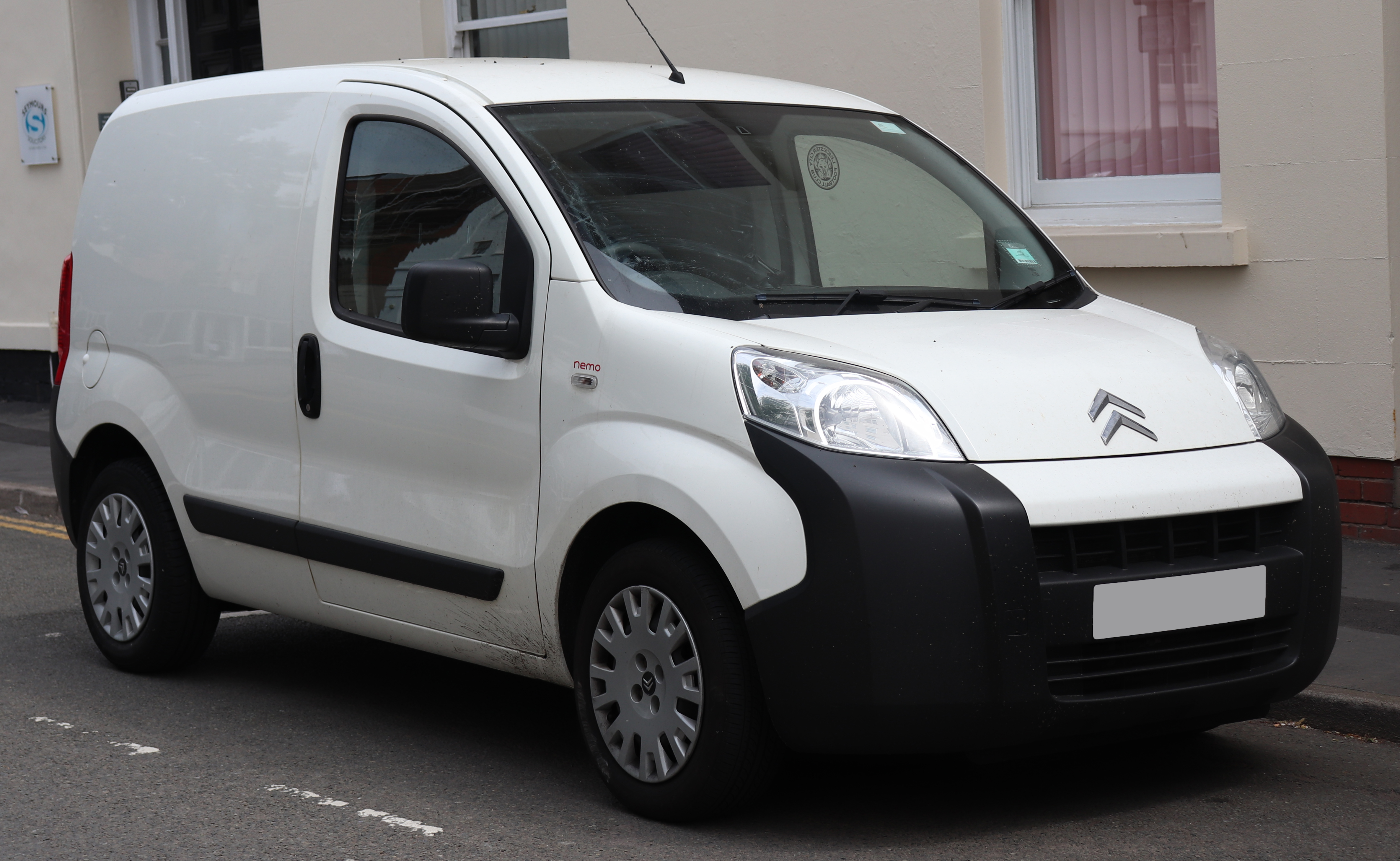
Citroën Nemo

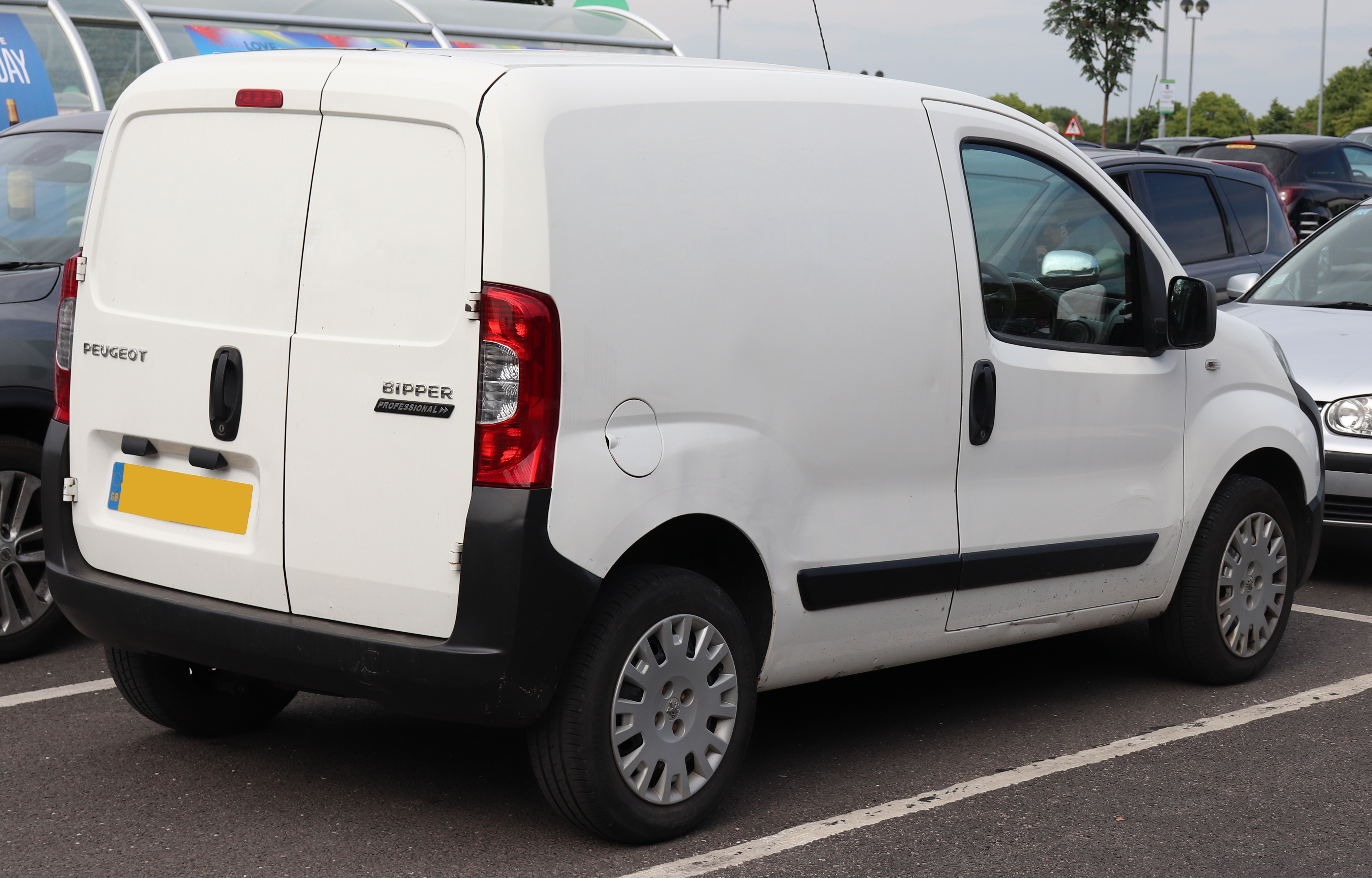

O veículo é fabricado em Bursa, na Turquia desde o ano de 2008.
O Bipper é apenas vendido e fabricado na Europa.